# Frank Wetzel
Frank Günter Wetzel (* 17. April 1965 in Darmstadt) ist ein deutscher Verwaltungsjurist und Ministerialbeamter. Er seit 2025 Staatssekretär im Bundesministerium für Wirtschaft und Energie.

## Leben
Frank Wetzel studierte von 1987 bis 1992 Rechtswissenschaft in Bonn und München und legte das erste juristische Staatsexamen ab. Das zweite juristische Staatsexamen absolvierte er im Jahr 1994 in München.
Wetzel schlug von 1984 bis 1987 zunächst die Offizierslaufbahn bei der Bundeswehr ein und ist Major der Reserve. Von 1988 bis 1989 arbeitete er im Deutschen Bundestag und von 1992 bis 1995 als wissenschaftlicher Mitarbeiter an den Lehrstühlen für Politik und Öffentliches Recht bzw. Europarecht in München und Speyer.
Sodann folgten von 1995 bis 2002 verschiedene Tätigkeiten als stellvertretender Referatsleiter in der Sächsischen Staatskanzlei. Er war von 2002 bis 2007 stellvertretender Leiter der Wirtschaftsabteilung bei der Ständigen Vertretung der Bundesrepublik Deutschland bei der Europäischen Union in Brüssel. Im Anschluss folgten von 2007 bis 2025 Verwendungen als Referatsleiter bzw. Gruppenleiter im Bundeskanzleramt, unter anderem in den Politikfeldern Innovation, Energie, Verkehr, nationale und internationale Wirtschaftspolitik. Seit 2018 war er Gruppenleiter für Innovation, Industrie, Klimaschutz- und Energiepolitik sowie Verkehr, seit 2024 zusätzlich Gruppenleiter für nationale und internationale Wirtschaftspolitik. Zuletzt hatte er das Amt eines Ministerialdirigenten inne.
Mit Wirkung vom 12. Mai 2025 wurde Wetzel unter Bundesministerin Katherina Reiche (CDU) zum Staatssekretär im Bundesministerium für Wirtschaft und Energie ernannt. Als Energiestaatssekretär folgte er auf Philipp Nimmermann.